# Jacob Willemsz. Delff (II)

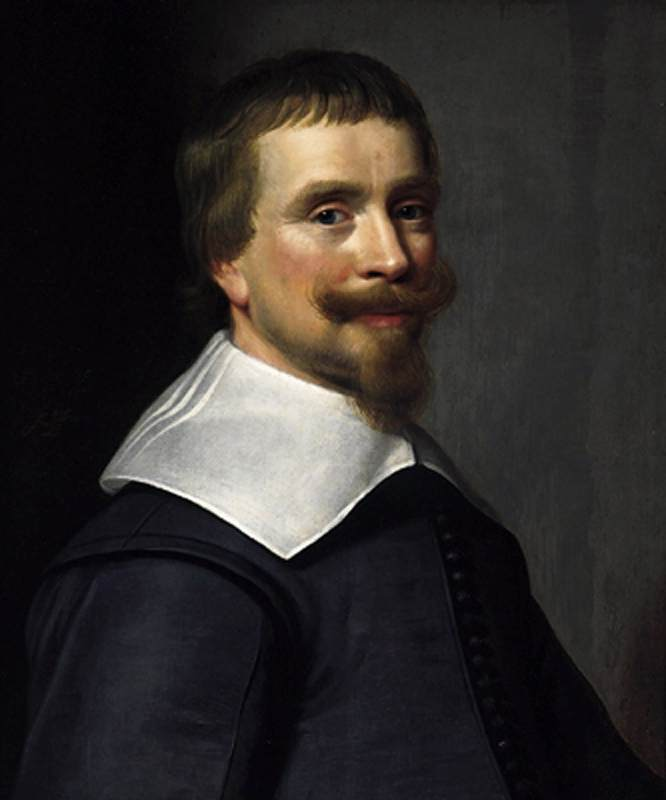
Portret van een 38-jarige man, ca. 1645)

Jacob Willemsz. Delff ook wel aangeduid als 'de Jongere' (Delft, 1619 - aldaar, 12 juni 1661) was een Nederlands kunstschilder. Hij vervaardigde voornamelijk portretten.
Delff was een kleinzoon van de portretschilder Jacob Willemsz. Delff (I). Zijn ouders waren Willem Jacobsz. Delff, eveneens portrettist, en Geertruid van Miereveld, een dochter van de schilder Michiel Jansz. van Mierevelt. Zijn beide ooms oefenden ook het schildersvak uit: Cornelis Jacobsz. Delff (1570-1643) was stillevenschilder en Rochus Delff (1567-1617) was portrettist.
Jacob Delff werd in 1641 lid van het plaatselijke Sint-Lucasgilde. Op 22 januari 1642 trouwde hij met de adellijke toen 19-jarige Anna van Hoogenhouck (1622-1678). Zij kregen een dochter, Geertruid.